# MHC Almelo
Mixed Hockeyclub Almelo is een middelgrote hockeyclub uit Almelo. De club telt ongeveer 950 leden en is daarmee de 110e club van Nederland. De twee bestaande zandingestrooide kunstgrasvelden zijn in 2009 aangevuld met een semi-waterveld.
Het eerste Heren en damesteam van Almelo spelen in de 2e klasse. De eerste team van Jongens A speelt sub-top klasse en het eerste team van Jongens B speelt top klasse. Daarnaast spelen de eerste teams van de meisjes A, B en D lijn 1e klasse. Het eerste team van meisjes C speelt sub-top klasse.

## Teams

### Jongste Jeugd
De jongste jeugd van MHC Almelo (voorheen de Mini's) telt vier jongensteams. Deze vier teams omvatten 1 8E-team, twee E-teams en een F-team. MHC Almelo heeft iets meer meisjes in de jongste jeugd. De dertien meisjesteams in de jongste jeugd bestaan uit vier 8E-teams, zeven E-teams en vier F-teams.

### Junioren
Er zijn precies 32 juniorenteams bij MHC Almelo. De meisjes zijn in de meerderheid met drieëntwintig teams. De jongens tellen negen teams.
De meisjes-junioren hebben zes D-teams, zes C-teams, zes B-teams en vijf A-teams. De jongens-junioren hebben twee D-teams, twee C-teams, drie B-teams en twee A-teams, waarvan de Jongens A1 selectie in de subtop-klasse en B1 selectie in de top-klasse speelt.

### Senioren
In de seniorensector zijn er veertien teams. Almelo telt vier veteranenteams.Daarnaast zijn er ook twee veterinnenteams. Een van deze veterinnenteams speelt haar wedstrijden op de donderdagavond in plaats van zondag.
Verder zijn er nog drie Herenteams en vijf Damesteams.

### Velden
MHC Almelo heeft 3 velden; 1 zandgestrooid, 1 semi-waterveld en 1 waterveld.

### Clubhuis
Op 1 juni 2013 is het nieuwe clubhuis officieel geopend. Anders dan het oude clubhuis (uit 1973), dat verouderd was en niet was gebouwd voor het huidige ledenaantal, heeft het nieuwe clubhuis maar één verdieping. Het nieuwe clubhuis is een ontwerp van architect Hans van den Dobbelsteen.